# محمد شعبان
محمد شعبان (عربی: محمد شعبان؛ زادهٔ ۲۵ دسامبر ۱۹۸۴) بازیکن فوتبال اهل مصر است.
از باشگاه‌هایی که در آن بازی کرده‌است می‌توان به باشگاه فوتبال انپی، باشگاه فوتبال پتروجت، باشگاه ورزشی زمالک، و باشگاه فوتبال مقاولون عرب اشاره کرد.
وی همچنین در تیم ملی فوتبال مصر بازی کرده‌است.